# Duet (Doris Day e André Previn)
Duet è un album vocal jazz di Doris Day in collaborazione con l'André Previn Trio. Venne registrato negli ultimi mesi del 1961 negli studi hollywoodiani della Columbia e pubblicato nel febbraio del 1962.
Tre brani sono di Previn (con i testi dalla moglie Dory Langdon), mentre il resto venne accuratamente scelto da Doris Day, un'anomalia all'interno della sua discografia così fortemente legata al volere dell'etichetta. 
Degni di nota gli arrangiamenti di Previn, in grado di far emergere la vocalità di Doris e di apportare un contributo decisivo in uno degli album più intimi e notturni della cantante, con echi provenienti tanto da Broadway quanto dal cool jazz.

## Tracce
1. Close Your Eyes" (Bernice Petkere) – 3:14
2. Fools Rush In (Where Angels Fear to Tread) (Rube Bloom, Johnny Mercer) – 3:55
3. Yes (André Previn, Dory Langdon Previn) – 3:28
4. Nobody's Heart (Richard Rodgers, Lorenz Hart) – 3:57
5. Remind Me (Jerome Kern, Dorothy Fields) – 4:03
6. Who Are We to Say (Obey Your Heart) (Sigmund Romberg, Gus Kahn) – 3:04
7. Daydreaming (A. Previn, D. L. Previn) – 3:11
8. Give Me Time (Alec Wilder) – 3:31
9. Control Yourself (A. Previn, D. L. Previn) – 3:00
10. Wait Till You See Him (Rodgers, Hart) – 3:08
11. My One and Only Love (Guy Wood, Robert Mellin) – 3:43
12. Falling in Love Again (Sammy Lerner, Frederick Hollander) – 2:55

## Formazione
- Doris Day – voce
- André Previn – pianoforte
- Red Mitchell – contrabbasso
- Frank Capp – batteria